# Bactrocera

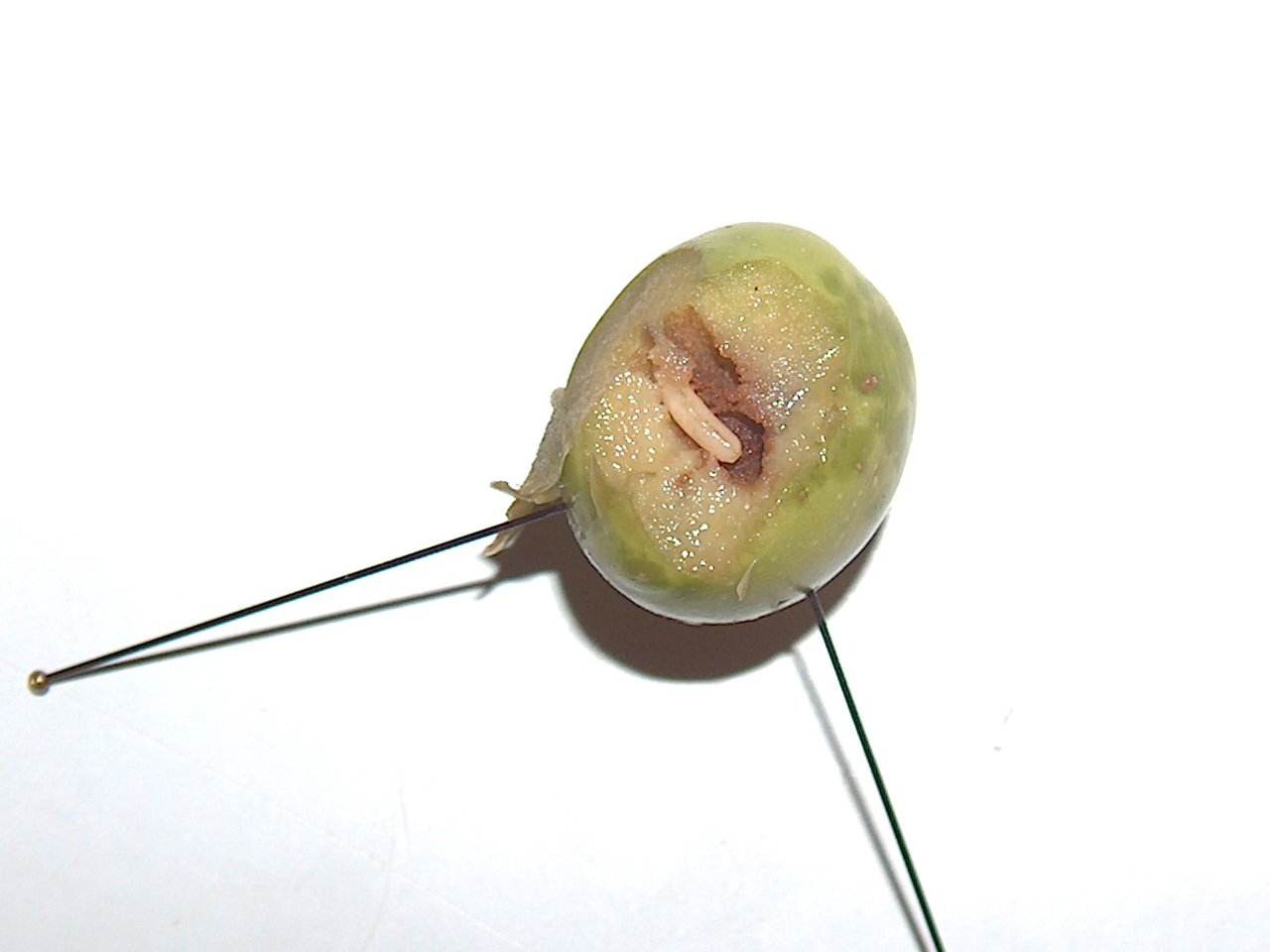
Bactrocera oleae, larva

Bactrocera es un género numeroso de moscas de la fruta, familia Tephritidae, en la actualidad se han descrito más de 500 especies pertenecientes a este género.

## Nombre
El nombre de este género proviene del griego antiguo bakter "varilla" y kera "cuerno".

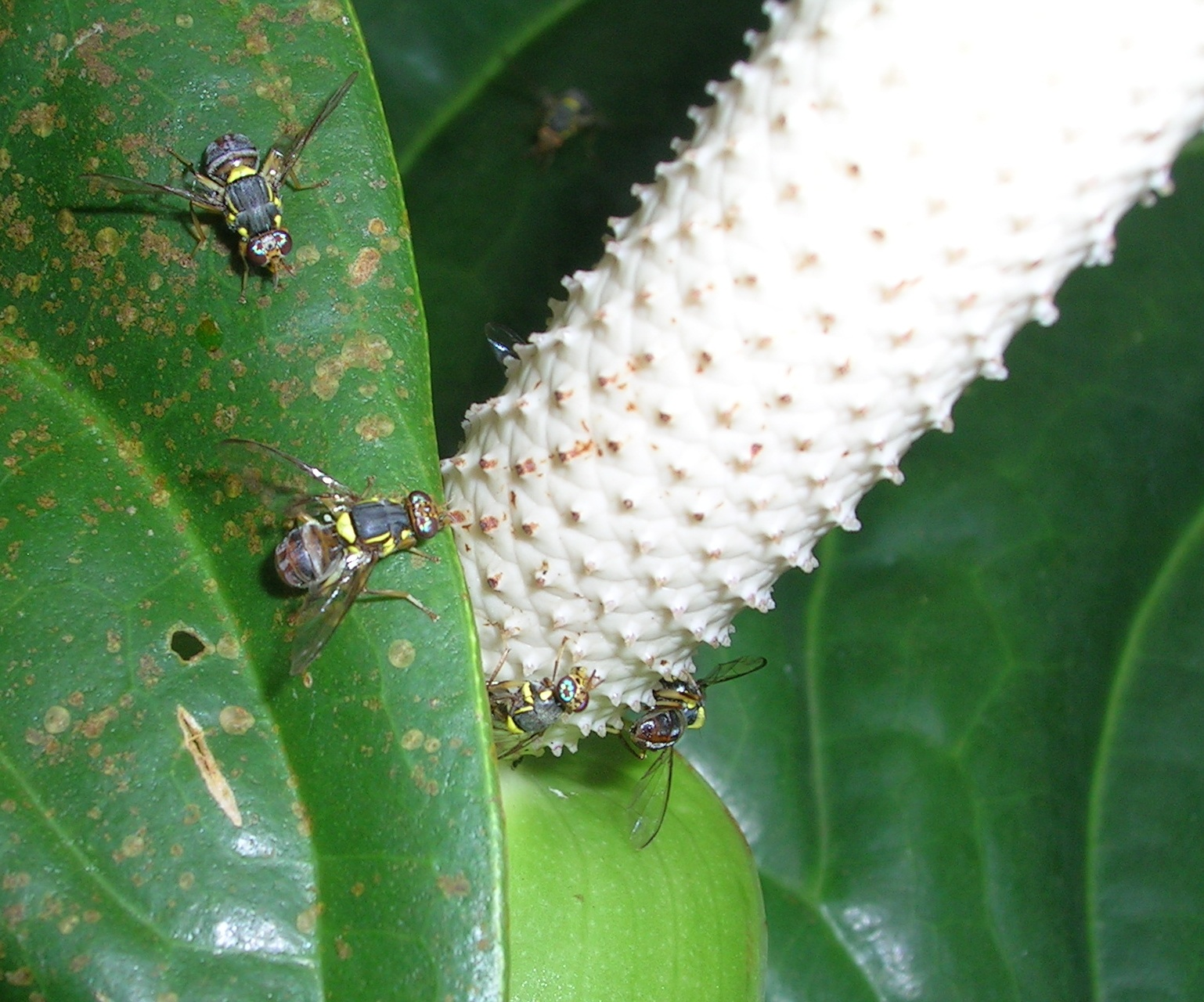
Bactrocera sp. en una inflorescencia de Anthurium oliendo metil eugenol

## Sistemática
Se han descrito varios subgéneros dentro de este género:

- Afrodacus
- Aglaodacus
- Apodacus
- Asiadacus
- Austrodacus
- Bactrocera
- Bulladacus
- Daculus
- Diplodacus
- Gymnodacus
- Hemigymnodacus
- Heminotodacus
- Hemiparatridacus
- Hemisurstylus
- Hemizeugodacus
- Javadacus
- Melanodacus
- Nesodacus
- Niuginidacus
- Notodacus
- Papuodacus
- Paradacus
- Paratridacus
- Parazeugodacus
- Queenslandacus
- Semicallantra
- Sinodacus
- Tetradacus
- Trypetidacus
- Zeugodacus